# 清水房雄
清水 房雄（しみず ふさお、1915年8月7日 - 2017年3月3日）は、日本の歌人。

## 経歴
千葉県生まれ。本名・渡辺弘一郎。東京文理科大学卒。大学で加藤楸邨と同期。1938年『アララギ』に入会、土屋文明・五味保義に師事、九州小倉で国語教師、のち予科練の教官になり、土浦、西宮、高野山と移り倉敷海軍航空隊で敗戦を迎える。戦後は都立高校で教え、東京都立九段高等学校教頭、東京都立北園高等学校校長、昭和女子大学教授などを歴任。そのかたわら『アララギ』編集に携わる。1990年から2008年まで読売歌壇選者。97年『アララギ』終刊後、『青南』編集委員。漢詩・漢籍に造詣が深く、宮中歌会始選者も務め、2005年には歌会始の召人も務めた。

## 受賞歴
- 1964年『一去集』で第8回現代歌人協会賞
- 1977年「春の土」で第13回短歌研究賞
- 1990年『絑間抄』で第17回日本歌人クラブ賞
- 1998年『旻天何人吟』で第32回迢空賞
- 1999年『老耄章句』『斎藤茂吉と土屋文明』で第22回現代短歌大賞
- 2004年『獨孤意尚吟』で第15回斎藤茂吉短歌文学賞
- 2008年『已哉微吟』で第23回詩歌文学館賞受賞

## 著書
- 『一去集 歌集』白玉書房 1963  のち短歌新聞社文庫
- 『又日々 歌集』白玉書房 1971
- 『長塚節の秀歌 覚書』短歌新聞社(現代短歌鑑賞シリーズ)　1984
- 『天南 歌集』短歌新聞社(現代短歌全集)　1987
- 『子規漢詩の周辺』明治書院 1996
- 『旻天何人吟』不識書院 1997
- 『斎藤茂吉と土屋文明 その場合場合』明治書院 1999
- 『碌々散吟集 歌集』短歌研究社 2005
- 『已哉微吟 歌集』角川短歌叢書 2007
- 『如丘小吟 自選歌集』不識書院 2007
- 『蹌踉途上吟』不識書院 2009
- 『残余小吟』不識書院 2012
- 『残吟抄』不識書院 2013

## 参考
- 生老病死の旅路 清水房雄 山河の日ざし、終戦の一句「読売新聞」2006年8月15日